# Thugs with Dirty Mugs
Thugs with Dirty Mugs este o desene animate Merrie Melodies  în regia lui Tex Avery în 1939.

## Sinopsis
...